# Carl Friedrich Naumann

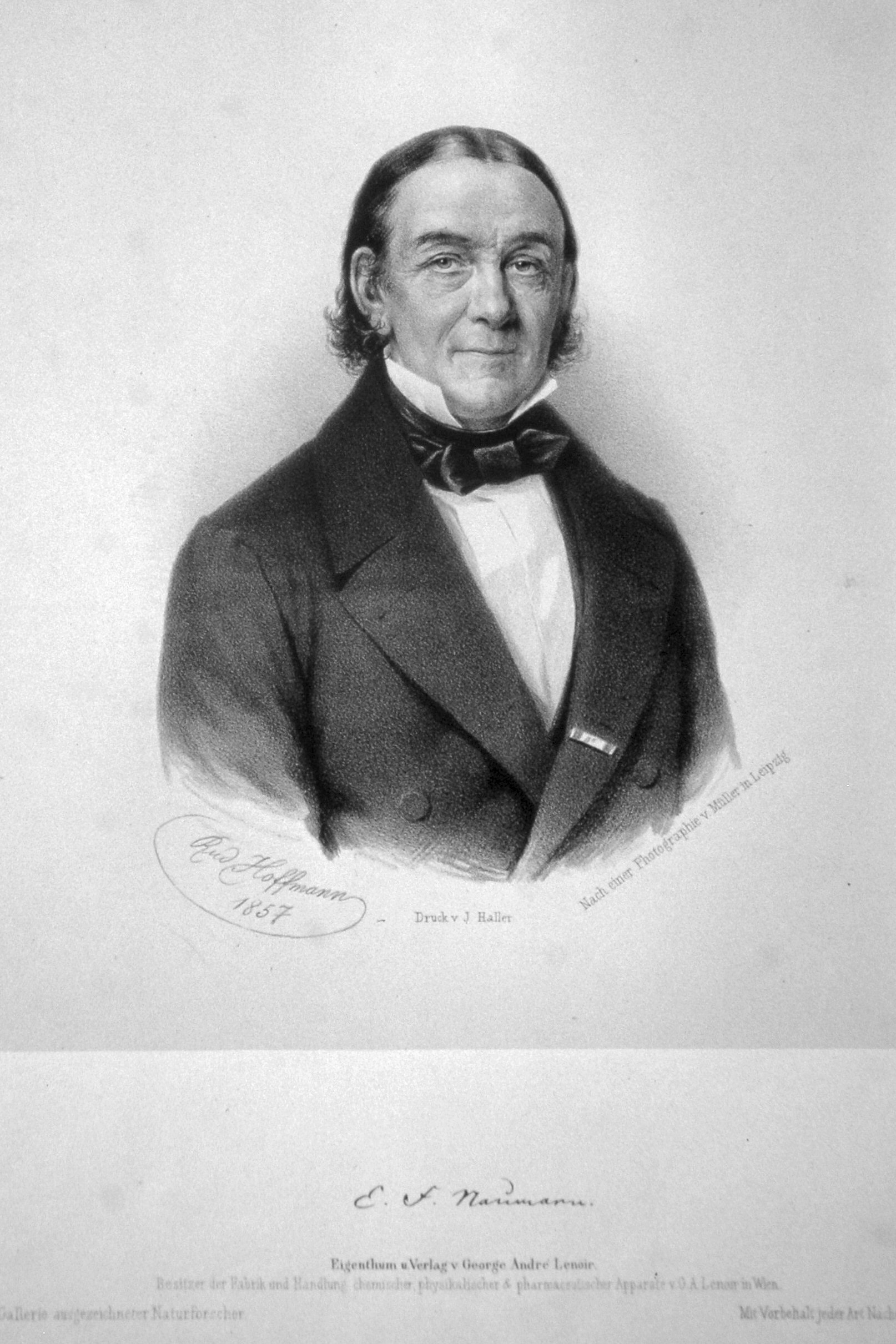
Carl Friedrich Naumann, Lithographie von Rudolf Hofmann, 1857

Carl Friedrich Naumann (* 30. Mai 1797 in Dresden; † 26. November 1873 ebenda) war ein deutscher Geologe und Kristallograph. Durch die Entdeckung der Gletscherschliffe auf den Porphyrkuppen der Hohburger Berge hat er den Beweis für die pleistozäne fennoskandische Inlandvereisung erbracht. Präzise formuliert ist damit der Fennoskandische Eisschild gemeint. Der Begriff Fennoskandinavien stammt von dem Geologen Wilhelm Ramsay.

## Leben und Wirken

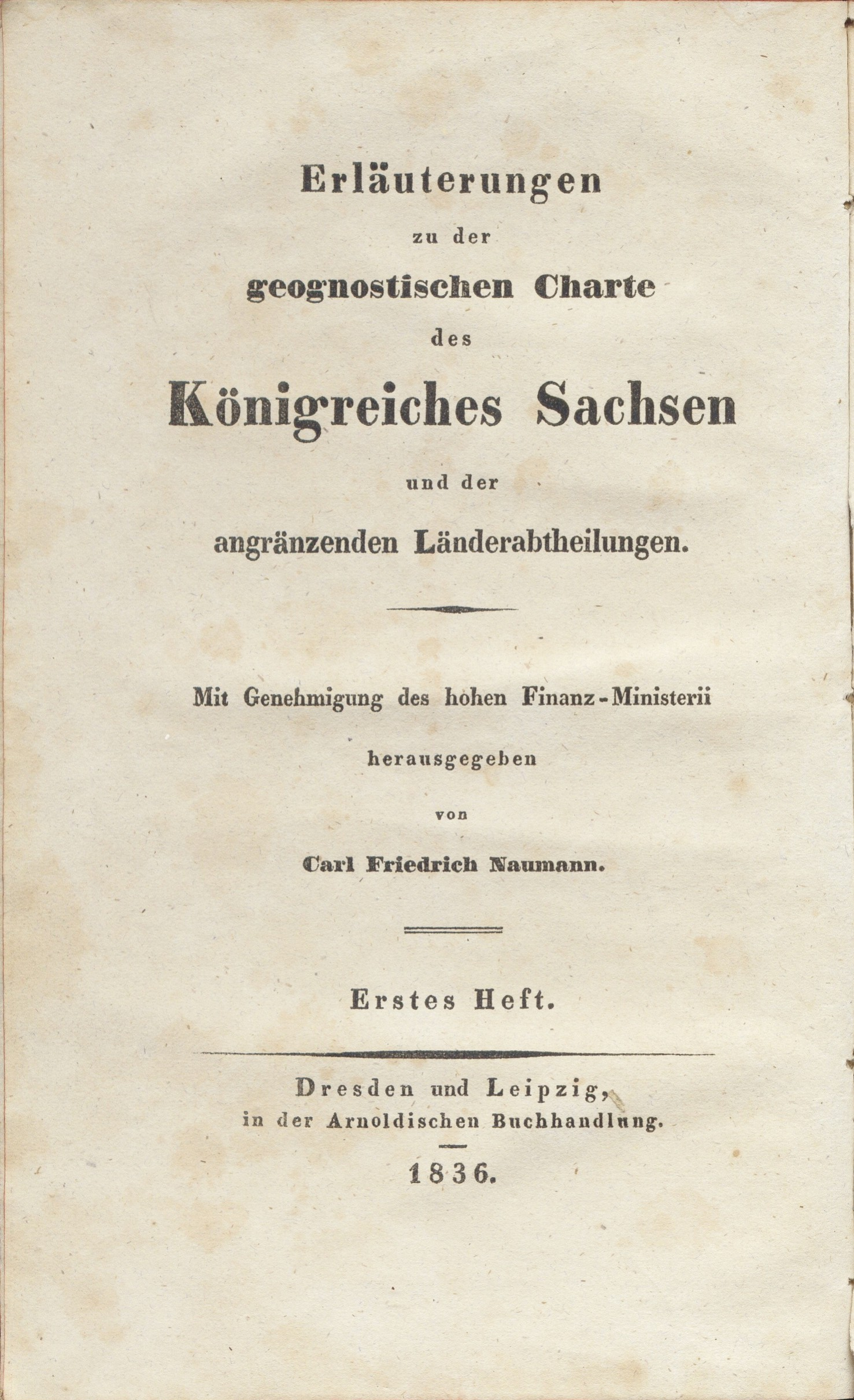
Titelblatt zu den Erläuterungsberichten der geognostischen Charte

Der älteste Sohn des Komponisten Johann Gottlieb Naumann studierte von 1816 bis 1820 an der Bergakademie Freiberg sowie in Jena und Leipzig. Im Anschluss an eine mehrjährige Reise nach Norwegen wurde er 1823 zum Doktor der Philosophie promoviert (entspricht heute dem Dr. rer. nat.) und habilitierte sich in Jena. 1824 erhielt er eine außerordentliche Professur in Leipzig. Er war der Vater des Musikers Ernst Naumann und Großvater des Geologen Ernst Naumann.
Als Nachfolger von Carl Amandus Kühn wechselte er 1826 nach Freiberg und lehrte Kristallographie und ab 1835 auch Geologie. Zu diesem Zeitpunkt übernahm Naumann gemeinsam mit Bernhard von Cotta die Bearbeitung der Geognostischen Karte von Sachsen. Im Jahre 1842 nahm er eine Berufung auf die neu geschaffene Professur an die Universität Leipzig an und lehrte dort Mineralogie und Geologie.
Im Frühjahr des Jahres 1844 entdeckte er in den Hohburger Bergen auf dem anstehenden Porphyr „Fels-Schliffe“. Für ihre Erklärung hat er zunächst nur die damaligen Lehrmeinungen einer „petridelaunischen Geröllflut“ von Nils Gabriel Sefström sowie die Drifttheorie von Charles Lyell zitiert. Nach der eingehenden Untersuchung kam er aber zur Schlussfolgerung, dass nur ein Gletscher diese Schliffmale erzeugt haben konnte. Durch den schweizerischen Geologen Adolphe von Morlot wurden sie als nur mit den Gletscherschliffen in den Alpen vergleichbar bestätigt. Damit war der untrügliche Beweis für die einstmalige Vergletscherung des Gebiets und die bereits im Jahr 1832 von Albrecht Reinhard Bernhardi abgeleitete Inlandvergletscherung erbracht. Der Einfluss der Autoritäten verhinderte aber die Anerkennung um weitere 30 Jahre.
Im Jahr 1866 wurde er zum Bergrat ernannt. Nach seiner Emeritierung im Jahre 1870 kehrte er in seine Heimatstadt Dresden zurück. Im gleichen Jahr wehrte er sich gegen die falsche Deutung aller Felsschliffe in den Hohburger Bergen als Windschliffe durch Albert Heim. Die Publikation eines weiteren Versuchs, der Inlandeistheorie zum Durchbruch zu verhelfen, konnte erst posthum erscheinen. Der Ruhm des Entdeckers blieb ihm verwehrt, den erntete wenig später Otto Martin Torell nach seinem denkwürdigen Vortrag im Jahre 1875.
Siehe auch:
Er war mit Emma Amalie Demiani verheiratet, einer Schwester des Künstlers Carl Theodor Demiani, der von 1855 bis zu seinem Tod 1869 bei ihnen lebte.

## Ehrungen und Mitgliedschaften
- 1845 wurde das Mineral Naumannit nach ihm benannt.
- 1868 wurde er mit der Wollaston Medal der Geological Society of London ausgezeichnet.
- 1935 wurde der Mondkrater Naumann nach ihm benannt.

- 1844 wurde er korrespondierendes Mitglied der Bayerischen Akademie der Wissenschaften und 1859 zum auswärtigen Mitglied ernannt.
- 1846 wurde er korrespondierendes Mitglied der Preußischen Akademie der Wissenschaften. Zudem wurde er im gleichen Jahr, dem Gründungsjahr der Königlich Sächsischen Gesellschaft der Wissenschaften, als ordentliches Mitglied in diese Gesellschaft aufgenommen.[11]
- 1851 wurde er zum Ehrenmitglied des Nassauischen Vereins für Naturkunde ernannt.
- 1853 wurde er zum auswärtigen Mitglied der Göttinger Akademie der Wissenschaften gewählt.[12]
- 1857 Wahl zum korrespondierenden Mitglied der Russischen Akademie der Wissenschaften in Sankt Petersburg.
- 1857 war er Mitglied der Gesellschaft Deutscher Naturforscher und Ärzte.[13]
- 1863 Wahl zum Mitglied der Leopoldina[14]
- 1870 Aufnahme als korrespondierendes Mitglied in die Académie des sciences.[15]
- 1873 wurde er in die American Academy of Arts and Sciences gewählt.

## Werke
- Andeutungen zu einer Gesteins-Lehre, zunächst in Bezug auf die krystallinische Kieselreihe. Wienbrack, Leipzig 1824. (Digitalisat)
- Beyträge zur Kenntniß Norwegen’s: gesammelt auf Wanderungen während der Sommermonate der Jahre 1821 und 1822. 2 Bde.,Wienbrack Leipzig 1824. (Digitalisat Band 1)
- Entwurf der Lithurgik oder ökonomischen Mineralogie: ein Leitfaden für Vorlesungen. Wienbrack, Leipzig 1826. (Digitalisat)
- Grundriss der Krystallographie: nebst 3 Kupfertafeln. Barth, Leipzig 1826. (Digitalisat)
- Lehrbuch der Mineralogie. Rücker, Berlin 1828. (Digitalisat)
- Lehrbuch der reinen und angewandten Krystallographie. 2 Bände. Brockhaus, Leipzig 1829–1830. (Digitalisat Band 1), (Band 2)
- Anfangsgründe der Krystallographie. Arnold, Dresden/Leipzig 1841. (Digitalisat) (2. Auflage: 1854)
- Elemente der Mineralogie. 1846 (1877: 10., gänzl. neu bearb. Aufl. mit Ferdinand Zirkel)
- mit Bernhard Cotta: Geognostische Specialcharte des Königreichs Sachsen und der angrenzenden Länder-Abtheilungen. (Topographie: Königliche Kameral-Vermessungs-Anstalt, Dresden) Druck I. Williard, Dresden 1846 (12 Sektionen) (Titel und Legende, online-SLUB)
- Lehrbuch der Geognosie. 3 Bände. Engelmann, Leipzig 1849–1854. (Digitalisat Band 1), (Band 2), (Band 3,2), (Band 3,2), (Band 3,3)
  - Lehrbuch der Geognosie. [Paläontologischer Atlas] 70 Blatt, Leipzig ca. 1852
- Elemente der theoretischen Krystallographie. Engelmann, Leipzig 1856. (Digitalisat)
- Geognostische Beschreibung des Kohlenbassins von Flöha im Königreich Sachsen: nebst einer geognostischen Karte mit drei Profilen. Engelmann, Leipzig 1864. (Digitalisat)
- Geognostische Karte des erzgebirgischen Bassins im Königreiche Sachsen. Leipzig 1866 (2 Sektionen)
- Geognostische Karte der Umgebung von Hainichen im Königreiche Sachsen. (Lithographie) Leipzig 1871 (online-SLUB)